# Carlton Barrett
Carlton "Carly" Barrett (Kingston, 17 de dezembro de 1950 - Kingston, 17 de abril de 1987) foi baterista da banda de Bob Marley, The Wailers entre 1969 e 1981, tocando em todos os álbuns do grupo, pai do cantor e compositor Akila Barrett e irmão mais novo do baixista Aston Barrett, Carly se tornou o baterista do gênero reggae mais respeitado, principalmente por ter criado junto ao irmão a técnica one drop, vindo a torna-se então um dos pilares do reggae contemporâneo. Em 17 de abril de 1987, ele foi assassinado ao abrir o portão de casa.